# Giro Donne 2003
Il Giro Donne 2003, quattordicesima edizione della corsa, si svolse in nove tappe più un cronoprologo iniziale dal 4 al 13 luglio 2003 per un totale di 888 km. Fu vinto dalla svizzera Nicole Brändli, in forza al team Prato Marathon Bike, al secondo successo nella corsa dopo quello ottenuto nel 2001.

## Tappe
| Tappa  | Data      | Percorso                               | km   | Vincitore di tappa  | Leader cl. generale |
| ------ | --------- | -------------------------------------- | ---- | ------------------- | ------------------- |
| Prol.  | 4 luglio  | Grumo Nevano (Cron. individuale)       | 2,2  | Bertine Spijkerman  | Bertine Spijkerman  |
| 1ª     | 5 luglio  | Grumo Nevano > Guardia Sanframondi     | 115  | Rasa Polikevičiūtė  | Rasa Polikevičiūtė  |
| 2ª     | 6 luglio  | Cerreto Sannita > San Marco dei Cavoti | 85,2 | Zinaida Stahurskaja | Rasa Polikevičiūtė  |
| 3ª     | 7 luglio  | Monteroduni > Castelpizzuto            | 84,2 | Nicole Brändli      | Edita Pučinskaitė   |
| 4ª     | 8 luglio  | Frosolone > San Vito Chietino          | 141  | Regina Schleicher   | Edita Pučinskaitė   |
| 5ª     | 9 luglio  | Lanciano > Alba Adriatica              | 107  | Regina Schleicher   | Edita Pučinskaitė   |
| 6ª     | 10 luglio | Jesi > Jesi                            | 87,4 | Regina Schleicher   | Edita Pučinskaitė   |
| 7ª/1ª  | 11 luglio | Gabicce Mare > Cesenatico              | 45,5 | Regina Schleicher   | Edita Pučinskaitė   |
| 7ª/2ª  | 11 luglio | Cento > Cento                          | 45   | Katia Longhin       | Edita Pučinskaitė   |
| 8ª     | 12 luglio | Cento > Salzano                        | 152  | Rochelle Gilmore    | Edita Pučinskaitė   |
| 9ª     | 13 luglio | Mira > Venezia (Cron. individuale)     | 22,9 | Loes Gunnewijk      | Nicole Brändli      |
| Totale | Totale    | Totale                                 | 888  |                     |                     |

## Squadre e corridori partecipanti
| N.    | Cod. | Squadra                           |
| ----- | ---- | --------------------------------- |
| 1-8   | MX1  | Mista Prato Marathon B./Prato-Aki |
| 11-18 | USC  | Chirio-Forno d'Asolo              |
| 21-28 | MIC  | Michela Fanini-Record-Rox         |
| 31-38 | AUS  | Nazionale australiana             |
| 41-48 | CP1  | Polisportiva Cicli Fatato         |
| 51-58 | BIZ  | Bizkaia-Spiuk-Sabeco              |
| 61-68 | RRG  | Road Runner-Guerciotti            |
| 71-78 | CP2  | SCF Cycling Team-Pratomagno       |
| 81-88 | TSA  | Team S.A.T.S.                     |

| N.      | Cod. | Squadra                         |
| ------- | ---- | ------------------------------- |
| 91-98   | MX2  | Mista Acca Due O/Aušra Gruodis  |
| 101-108 | CAT  | Team Catalunya-Aliverti-Kookai  |
| 111-118 | MX3  | Mista Ondernemers v. Nature/BIK |
| 121-128 | CP3  | Team Conero                     |
| 131-138 | AUR  | Team 2002 Aurora RSM            |
| 141-148 | TMO  | Team T-Mobile                   |
| 151-158 | CP4  | Team Fanini System Data         |
| 161-168 | ESP  | Nazionale spagnola              |

## Evoluzione delle classifiche
| Tappa              | Vincitrice          | Classifica generale Maglia rosa | Classifica a punti Maglia ciclamino | Classifica GPM Maglia verde | Classifica giovani Maglia bianca |
| ------------------ | ------------------- | ------------------------------- | ----------------------------------- | --------------------------- | -------------------------------- |
| Prol.              | Bertine Spijkerman  | Bertine Spijkerman              | Bertine Spijkerman                  | Non assegnata               | Bertine Spijkerman               |
| 1ª                 | Rasa Polikevičiūtė  | Rasa Polikevičiūtė              | Zinaida Stahurskaja                 | Jolanta Polikevičiūtė       | Oenone Wood                      |
| 2ª                 | Zinaida Stahurskaja | Rasa Polikevičiūtė              | Zinaida Stahurskaja                 | Jolanta Polikevičiūtė       | Oenone Wood                      |
| 3ª                 | Nicole Brändli      | Edita Pučinskaitė               | Zinaida Stahurskaja                 | Jolanta Polikevičiūtė       | Modesta Vžesniauskaitė           |
| 4ª                 | Regina Schleicher   | Edita Pučinskaitė               | Zinaida Stahurskaja                 | Jolanta Polikevičiūtė       | Modesta Vžesniauskaitė           |
| 5ª                 | Regina Schleicher   | Edita Pučinskaitė               | Zinaida Stahurskaja                 | Jolanta Polikevičiūtė       | Modesta Vžesniauskaitė           |
| 6ª                 | Regina Schleicher   | Edita Pučinskaitė               | Zinaida Stahurskaja                 | Jolanta Polikevičiūtė       | Modesta Vžesniauskaitė           |
| 7ª/1ª              | Regina Schleicher   | Edita Pučinskaitė               | Regina Schleicher                   | Jolanta Polikevičiūtė       | Modesta Vžesniauskaitė           |
| 7ª/2ª              | Katia Longhin       | Edita Pučinskaitė               | Regina Schleicher                   | Jolanta Polikevičiūtė       | Modesta Vžesniauskaitė           |
| 8ª                 | Rochelle Gilmore    | Edita Pučinskaitė               | Regina Schleicher                   | Jolanta Polikevičiūtė       | Modesta Vžesniauskaitė           |
| 9ª                 | Loes Gunnewijk      | Nicole Brändli                  | Regina Schleicher                   | Jolanta Polikevičiūtė       | Modesta Vžesniauskaitė           |
| Classifiche finali | Classifiche finali  | Nicole Brändli                  | Regina Schleicher                   | Jolanta Polikevičiūtė       | Modesta Vžesniauskaitė           |

## Classifiche finali

### Classifica generale - Maglia rosa
| Pos. | Corridore             | Squadra   | Tempo     |
| ---- | --------------------- | --------- | --------- |
| 1    | Nicole Brändli        | Prato MB  | 22h36'32" |
| 2    | Edita Pučinskaitė     | M. Fanini | a 17"     |
| 3    | Joane Somarriba       | Bizkaia   | a 2'15"   |
| 4    | Jolanta Polikevičiūtė | Team 2002 | a 4'27"   |
| 5    | Rasa Polikevičiūtė    | Team 2002 | a 4'30"   |
| 6    | Olivia Gollan         | Australia | a 4'55"   |
| 7    | Amber Neben           | T-Mobile  | s.t.      |
| 8    | Kimberly Bruckner     | T-Mobile  | a 5'09"   |
| 9    | Zinaida Stahurskaja   | Chirio    | a 5'19"   |
| 10   | Teodora Ruano         | Spagna    | a 5'33"   |

### Classifica a punti - Maglia ciclamino
| Pos. | Corridore           | Squadra    | Punti |
| ---- | ------------------- | ---------- | ----- |
| 1    | Regina Schleicher   | Chirio     | 61    |
| 2    | Zinaida Stahurskaja | Chirio     | 48    |
| 3    | Bertine Spijkerman  | Ondernem.  | 40    |
| 4    | Edita Pučinskaitė   | M. Fanini  | 40    |
| 5    | Katia Longhin       | Acca Due O | 36    |

### Classifica Gran Premio della Montagna - Maglia verde
| Pos. | Corridore             | Squadra   | Punti |
| ---- | --------------------- | --------- | ----- |
| 1    | Jolanta Polikevičiūtė | Team 2002 | 65    |
| 2    | Edita Pučinskaitė     | M. Fanini | 52    |
| 3    | Zinaida Stahurskaja   | Chirio    | 51    |
| 4    | Nicole Brändli        | Prato MB  | 48    |
| 5    | Joane Somarriba       | Bizkaia   | 38    |

### Classifica giovani - Maglia bianca
| Pos. | Corridore           | Squadra   | Tempo     |
| ---- | ------------------- | --------- | --------- |
| 1    | M. Vžesniauskaitė   | Aušra Gr. | 22h08'38" |
| 2    | Eneritz Iturriaga   | Team 2002 | a 23"     |
| 3    | Oenone Wood         | Australia | a 4'27"   |
| 4    | María Isabel Moreno | Spagna    | a 4'47"   |
| 5    | Luisa Tamanini      | Team 2002 | a 5'08"   |